# Olympische Winterspiele 1964/Teilnehmer (Großbritannien)
| Gelbes Symbol für Goldmedaillen mit stilisierten Olympischen Ringen | Graues Symbol für Silbermedaillen mit stilisierten Olympischen Ringen | Braundes Symbol für Bronzemedaillen mit stilisierten Olympischen Ringen |
| ------------------------------------------------------------------- | --------------------------------------------------------------------- | ----------------------------------------------------------------------- |
| 1                                                                   | —                                                                     | —                                                                       |

Das Vereinigte Königreich nahm an den IX. Olympischen Winterspielen 1964 im österreichischen Innsbruck unter dem Namen Großbritannien mit einer Delegation von 36 Athleten in sieben Disziplinen teil, davon 27 Männer und 9 Frauen. Der einzige Medaillengewinn gelang den Bobfahrern Anthony Nash und Robin Dixon, die im Zweierbob Olympiasieger wurden.
Fahnenträger bei der Eröffnungsfeier war der Rennrodler Keith Schellenberg.

## Teilnehmer nach Sportarten

### Biathlon
- John Dent
20 km Einzel: 29. Platz (1:36:27,2 h)

- John Moore
20 km Einzel: 40. Platz (1:47:49,4 h)

- Alan Notley
20 km Einzel: 37. Platz (1:46:10,3 h)

- Roderick Tuck
20 km Einzel: 43. Platz (1:51:55,5 h)

### Bob
Männer, Zweier
- Anthony Nash, Robin Dixon (GBR-1)
Gold  (4:21,90 min)

- Bill McCowen, Andrew Hedges (GBR-2)
16. Platz (4:30,67 min)

Männer, Vierer
- Anthony Nash, Guy Renwick, David Lewis, Robin Dixon (GBR-1)
12. Platz (4:19,40 min)

- Bill McCowen, Robin Widdows, Andrew Hedges, Robin Seel (GBR-2)
13. Platz (4:19,43 min)

### Eiskunstlauf
Männer
- Malcolm Cannon
20. Platz (1587,5)

- Hywel Evans
18. Platz (1640,1)

Frauen
- Diane Clifton-Peach
18. Platz (1711,7)

- Sally-Anne Stapleford
11. Platz (1757,9)

- Carol-Ann Warner
16. Platz (1692,9)

### Eisschnelllauf
Männer
- Thomas Dawson
500 m: 44. Platz (45,2 s)
1500 m: 49. Platz (2:26,4 min)

- Terry Malkin
500 m: 26. Platz (42,6 s)
1500 m: 11. Platz (2:13,3 min)
5000 m: 16. Platz (7:59,4 min)
10.000 m: 8. Platz (16:35,2 min)

- Tony Bullen
1500 m: 45. Platz (2:23,7 min)
5000 m: 22. Platz (8:12,4 min)
10.000 m: 28. Platz (17:19,8 min)

### Rennrodeln
Männer, Einsitzer
- Gordon Porteous
disqualifiziert im zweiten Lauf

- Keith Schellenberg
25. Platz (3:54,76 min)

### Ski Alpin
Männer
- Charles Palmer-Tomkinson
Abfahrt: 56. Platz (2:39,97 min)
Riesenslalom: disqualifiziert

- John Rigby
Abfahrt: 44. Platz (2:34,32 min)
Riesenslalom: 42. Platz (2:07,92 min)
Slalom: im Vorlauf ausgeschieden

- Jonathan Taylor
Abfahrt: Rennen nicht beendet
Slalom: im Vorlauf ausgeschieden

- Charles Westenholz
Abfahrt: 50. Platz (2:36,12 min)
Riesenslalom: Rennen nicht beendet
Slalom: im Vorlauf ausgeschieden

- Piers Westenholz
Riesenslalom: 59. Platz (2:17,10 min)
Slalom: im Vorlauf ausgeschieden

Frauen
- Anna Asheshov
Abfahrt: 38. Platz (2:05,41 min)

- Wendy Farrington
Riesenslalom: disqualifiziert

- Divina Galica
Abfahrt: 30. Platz (2:04,10 min)
Riesenslalom: 23. Platz (2:00,79 min)
Slalom: disqualifiziert

- Jane Gissing
Riesenslalom: 24. Platz (2:01,66 min)
Slalom: 17. Platz (1:44,18 min)

- Gina Hathorn
Abfahrt: 16. Platz (2:02,20 min)
Riesenslalom: 27. Platz (2:02,61 min)
Slalom: disqualifiziert

- Tania Heald
Abfahrt: 35. Platz (2:04,82 min)
Slalom: 21. Platz (1:48,43 min)

### Skilanglauf
Männer
- Frederick Andrew
15 km: 69. Platz (1:06:51,4 h)

- John Dent
4 × 10 km Staffel: 14. Platz (2:42:55,8 h)

- John Moore
15 km: 56. Platz (1:00:16,6 h)
4 × 10 km Staffel: 14. Platz (2:42:55,8 h)

- Andrew Morgan
15 km: 62. Platz (1:02:20,9 h)

- David Rees
15 km: 66. Platz (1:03:06,8 h)
4 × 10 km Staffel: 14. Platz (2:42:55,8 h)

- Roderick Tuck
30 km: 55. Platz (1:47:52,6 h)
4 × 10 km Staffel: 14. Platz (2:42:55,8 h)